# Сход поезда с рельсов в Эсеке
Железнодорожная катастрофа в Камеруне — железнодорожная катастрофа, произошедшая 21 октября 2016 года в 120 километрах от Яунде.

## Крушение
Переполненный поезд, которому был прицеплен дополнительный вагон, сошел с рельсов в 120 километрах от столицы страны.
Состав следовал из столицы страны Яунде в город Дуала.

## Предыстория
Накануне после дождей на юге страны обрушился мост на дороге, связывающей два города. Автомобильное движение было парализовано. Между городами осталось лишь железнодорожное и авиасообщение. В считанные часы вокзалы оказались переполнены пассажирами.